# マルコ・ポーロ
マルコ・ポーロ（伊: Marco Polo、1254年頃 - 1324年1月8日）は、ヴェネツィア共和国の商人であり、ヨーロッパへ中央アジアや中国を紹介した『東方見聞録』（写本名：『イル・ミリオーネ (Il Milione)』もしくは『世界の記述 (Devisement du monde)』）を口述した冒険家でもある。

## 概略
商取引を父ニッコロ・ポーロと叔父マテオ・ポーロに学んだ。1271年、父・叔父と共にアジアに向け出発し、以降24年間にわたりアジア各地を旅する。帰国後、ジェノヴァとの戦争に志願し、捕虜となって投獄されるが、そこで囚人仲間に旅の話をし、これが後に『東方見聞録』となった。1299年に釈放された後は豪商になり、結婚して3人の子供に恵まれた。1324年に没し、サン・ロレンツォ教会に埋葬された。
彼の先駆的な冒険は当時のヨーロッパ地理学にも影響を与え、フラ・マウロの世界図が作成された。またクリストファー・コロンブスなど多くの人物に刺激を与えた。マルコ・ポーロの名はマルコ・ポーロ国際空港やマルコポーロヒツジにも使われ、彼の生涯をテーマにした小説や映画なども製作された。

## 生涯

### 幼少時
マルコ・ポーロがいつ、どこで生まれたか正確には分かっておらず、現代の説明はほとんどが推測である。その中で最も引用される情報は1254年生まれというものである。 生誕地は一般にヴェネツィア共和国だったと受け取られており、これも正しい場所は不明ながら多くの伝記にて同様に書かれている。
生家は代々続く商家で、父親のニッコロは中東貿易に従事し、財と地位を成しつつあった。ニッコロとマテオ兄弟はマルコが生まれる前に貿易の旅に出発し、コンスタンティノープルに住み着いた。
1260年、異変の予兆を察知したニッコロとマテオは、財産をすべて宝石に換えてコンスタンティノープルを離れ、毛皮貿易で栄えるクリミアへ向かった。『東方見聞録』によると、彼らはアジアを東へ向かい、クビライとも謁見しているという。この間、マルコの母親は亡くなり、彼は叔父と叔母に養育された。マルコはしっかりした教育を受け、外貨や貨物船の評価や取り扱いなど商業についても教わったが、ラテン語を履修する機会は持てなかった。

### アジアへの旅

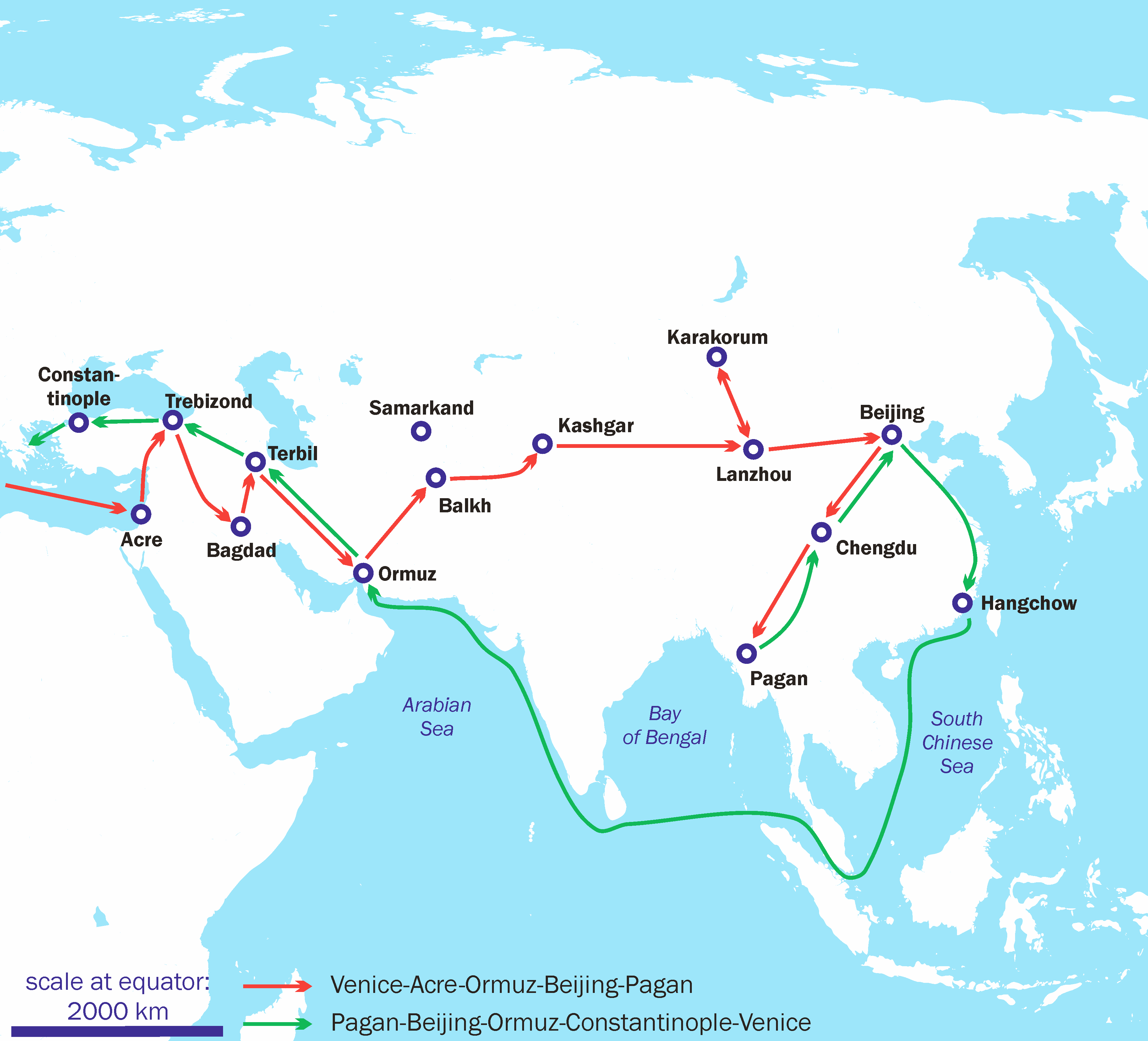
旅の行程

1269年、ニッコロとマテオの兄弟はヴェネツィアに戻り、初めてマルコと会った。そして1271年後半に兄弟は17歳のマルコとともに後に『東方見聞録』に記録されるアジアへの旅に出発した。
一行は船でアクレに渡り、そこから陸路でホルムズへ向かった。その途上、新教皇決定の知らせを受けて一旦エルサレムに戻り、教皇グレゴリウス10世からクビライに宛てた手紙を預かり、再び東へ向かった。
一行が元の都・上都へ到着した時、マルコは21歳になっていた。 一行はクビライに気に入られ元の役人として登用され、マルコは外交使節としてインドやビルマを訪れた。彼は帝国領内や東南アジア（現在のスリランカ、インドネシア、ベトナム）各地を訪れ、任務の傍ら現地で見聞きしたことを語ってクビライを楽しませた。マルコ達は足かけ17年間を中国で過ごした。
マルコ達は何度もクビライに帰国を願い出ていたが、彼らとの交流を楽しみ、また有能な人材として評価していたクビライは当初はそれを拒み続けた。 しかし1291年、遂に帰国を許され、イルハン国のアルグン・ハーンに嫁ぐ皇女コケジンへの随行を最後の任務として命じられた。任務を終えたマルコ一行がコンスタンティノープルを経てヴェネツィアへと戻ったのは出発から24年後の1295年、全行程15,000kmの旅であった。

### 後半生
帰国から3年後、ヴェネツィアは敵対していたジェノヴァと交戦状態に入った。マルコは所有するガレー船を投石機で武装させてヴェネツィア軍の一員として参戦した。そして1296年、アナトリア沿岸のアダナとイスケンデルン湾の間の海域で行われた小規模な海戦でジェノヴァ軍に捕らえられた。
数ヶ月の収監中、彼は旅の詳細を口述し、これを書き留めたのが、彼と同じく投獄されていた著述家のルスティケロ・ダ・ピサであった。しかしピサは、ここに彼自身が聞きかじった物事や他の逸話や中国からもたらされた伝聞などを勝手に加えてしまった。この記録は、マルコがアジアを旅したことを記録した『東方見聞録』 (Il Milione) として有名になり、中国、インド、日本を含む極東の内実に関する包括的な視点に立った情報を初めてヨーロッパにもたらした。
マルコは1299年8月に釈放され、父と叔父がヴェネツィア市内の中心部サン・ジョヴァンニ・クリソストモ地区に購入した広大な屋敷「Corte del Milion」に戻ることができた。事業は活動を継続しており、マルコはすぐに豪商の仲間入りを果たした。ただし、その後マルコは遠征への出資こそするも、彼自身はヴェネツィアを離れなかった。1300年、マルコは商人ヴィターレ・バドエルの娘ドナータ・バドエルと結婚し、ファンティーナ、ベレーラ、モレッタと名づけた3人の娘に恵まれた。

### 死去

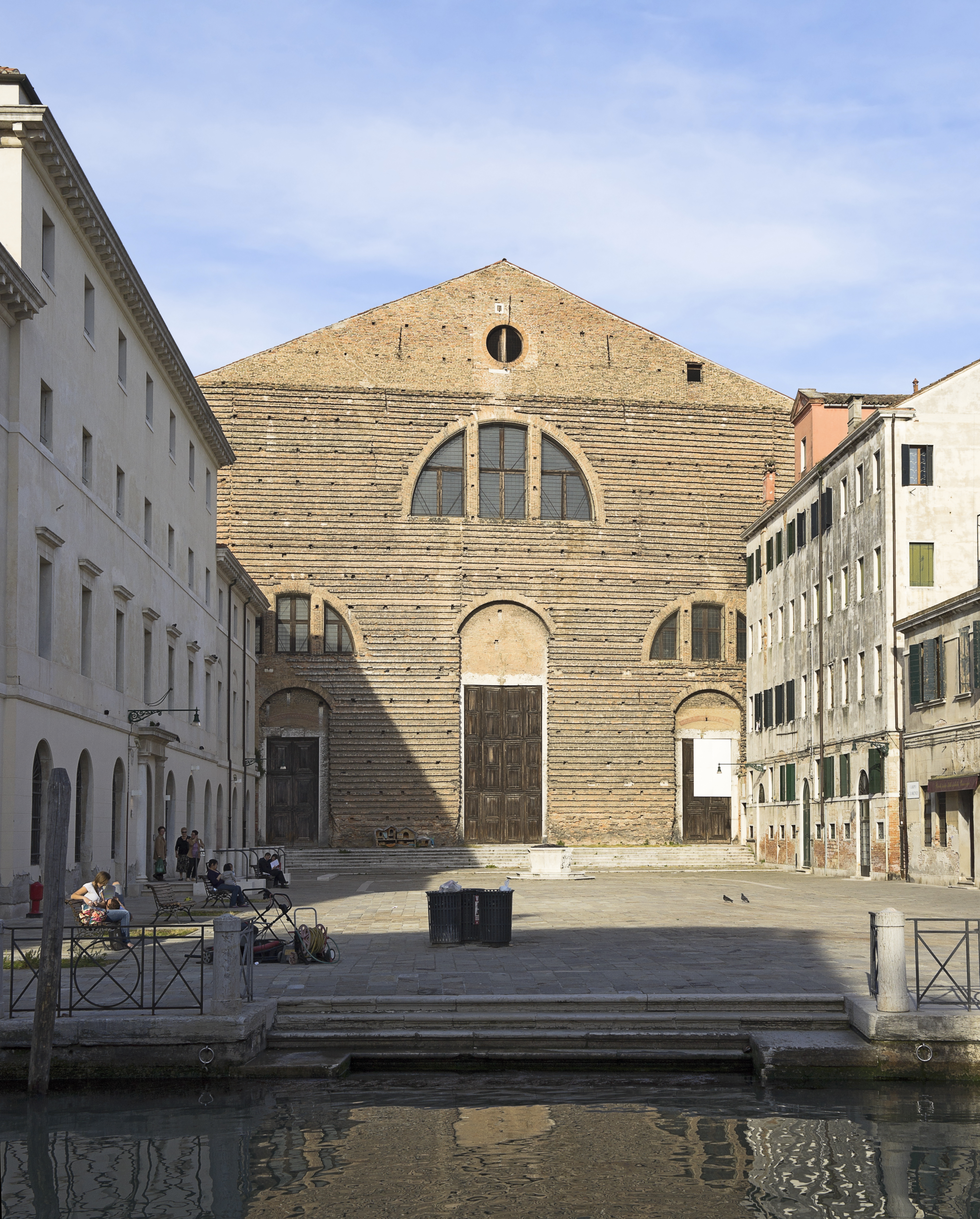
ヴェネツィアのカステッロ地区 にあるサン・ロレンツォ・ディ・ヴェネツィア教会。マルコ・ポーロが埋葬されている。写真は再建されたもの。

1323年、病気になったマルコは枕も上がらなくなった。翌年1月8日、医師の努力も空しく死期が迫ったマルコは財産分与を認め、亡くなった。遺言の公認を聖プロコロ教会の司祭ジョバンニ・ジュスティニアーニから得た妻と娘たちは正式に共同遺言執行者 (en) となった。遺言に基づいて教会も一部の地権を受け、さらに多くの遺産分与をサン・ロレンツォ教会に行なって遺体を埋葬された。また、遺言にはマルコがアジアから連れてきたタタール人の奴隷を解放するよう指示されていた。
マルコは残りの遺産についても、個人や宗教団体、彼が属したギルドや組織などへの配分を決めていた。さらに、彼は義理の姉妹が負っていた300リラの借金や、サン・ジョバンニ修道院、聖ドミニコ修道会のサン・パウロ教会または托鉢修道士のベンヴェヌートら聖職者が持つ負債の肩代わりもした。ジュスティニアーニ司祭には公証人役への報酬、また信者からとして200ソリドゥスが贈られた。
マルコの署名は無かったが、「signum manus」の規則が適用され有効なものとされた遺言状は、日付が1324年1月9日になっていた。規則により遺言状に触れる者は遺言者だけと決められていたため、マルコの没日は9日ではないかとの疑問も生じたが、当時の1日は日没で日付が変わっていたため、現在で言う8日深夜であった可能性もある。

## マルコ・ポーロの旅

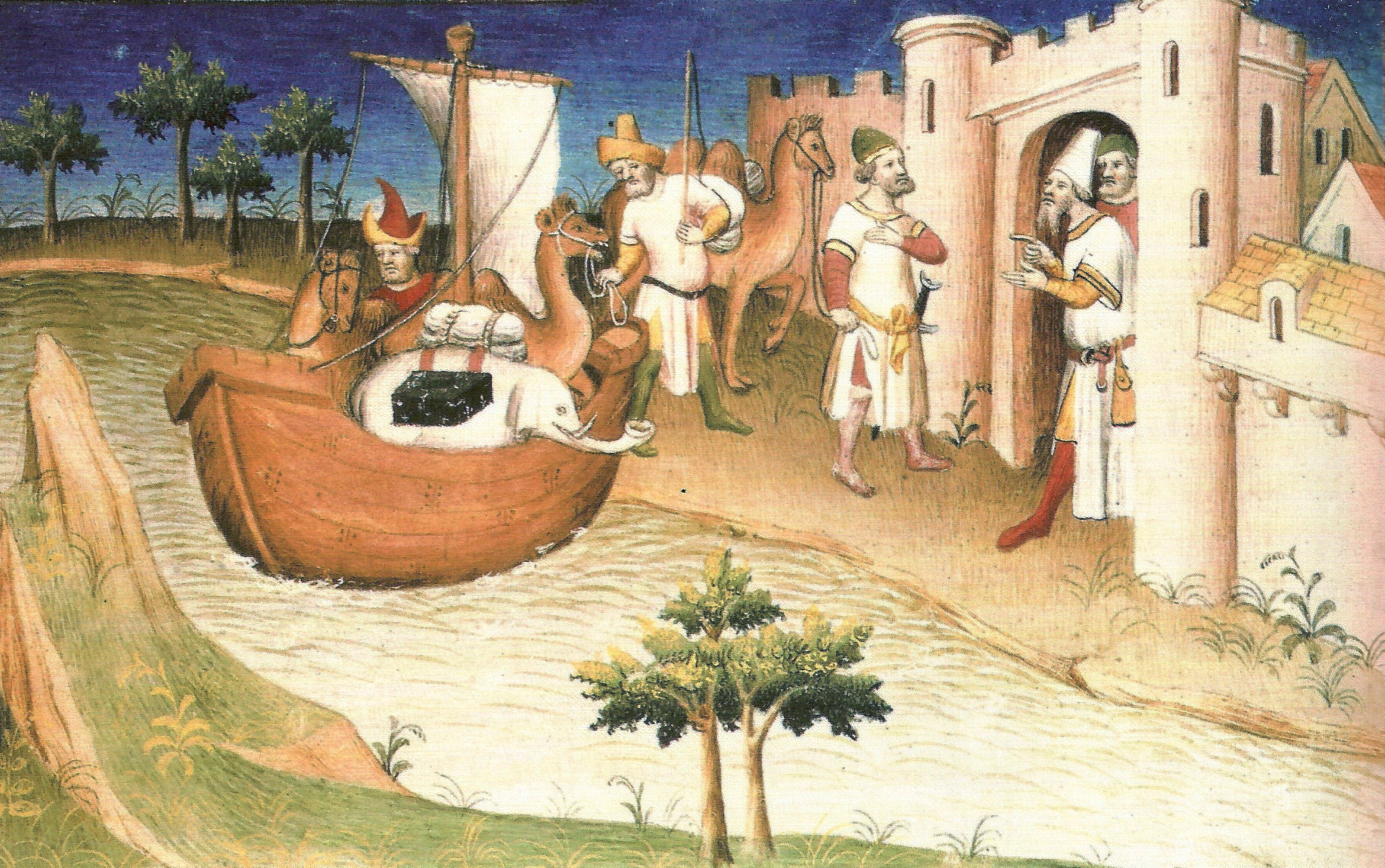
『イル・ミリオーネ』 (Il Milione) のミニアチュール

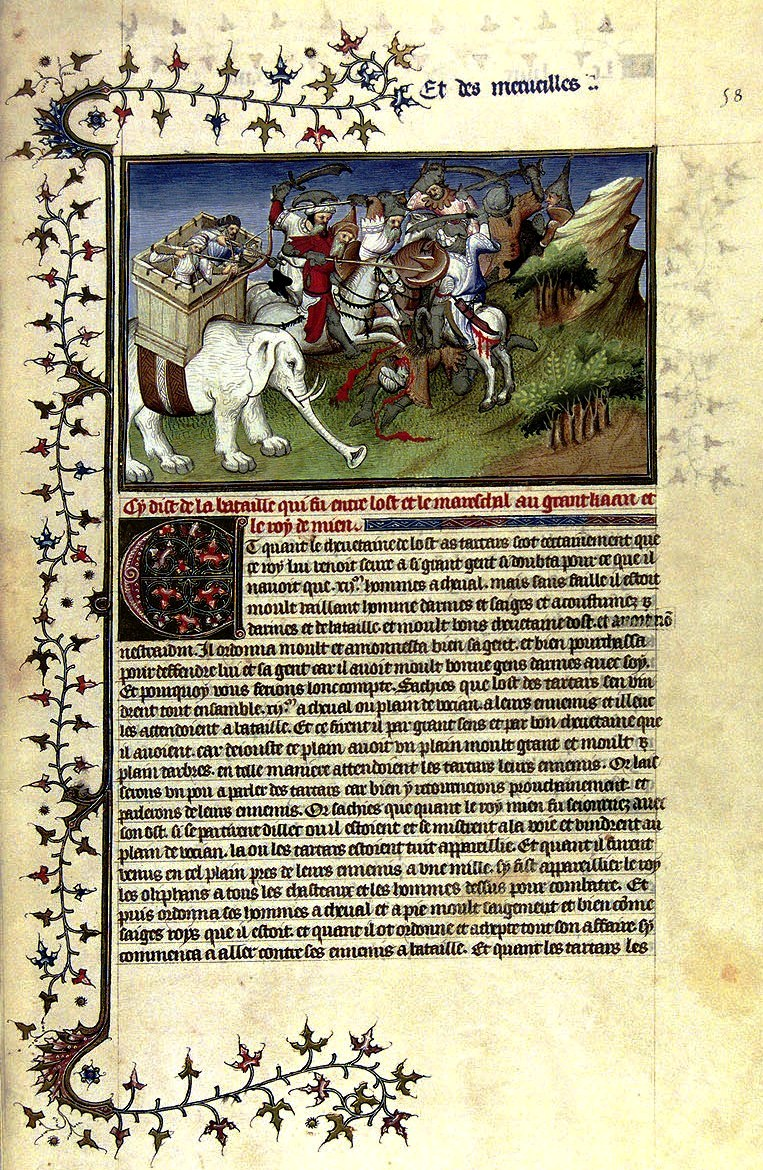
マルコ・ポーロ存命中に発刊された『イル・ミリオーネ』の一ページ

マルコ・ポーロの口述を記した原本は早くから失われ、140種類を超える写本間にも有意な差が見られる。初期はフランス語で書かれていたと考えられる本は1477年にドイツ語で初めて活字化され、1488年にはラテン語およびイタリア語で出版された。しかし、これらにおいても、単独の筋書きに拠るもの、複数の版を統合したり、ヘンリー・ユールによる英語翻訳版のように一部を加えたりしたものがある。
同じ英語翻訳でもA.C.ムールとポール・ペリオが訳し1938年に出版された本では、1932年にトレド大聖堂で発見されたラテン語本を元にしているが、他の版よりも5割も長い。
このように、さまざまな言語にまたがる異本が知られている。印刷機の発明以前に行なわれた筆写と翻訳に起因して多くの誤りが生じ、版ごとの食い違いが非常に多い。これらのうち、14世紀初頭に作られた、「F写本」と呼ばれるイタリア語の影響が残るフランス語写本が最も原本に近いと思われている。

### 内容
本は、ニッコロとマテオがジョチ・ウルスのベルケ王子が住むボルガールへ向かう旅の記述から始まる。1年後、彼らはウケクに行き、さらにブハラへ向かった。そこでレバントの使者が兄弟を招き、ヨーロッパに行ったことがないクビライと面会する機会を設けた。これは1266年に大都（現在の北京）で実現した。クビライは兄弟を大いにもてなし、ヨーロッパの法や政治体制について多くの質問を投げ、またローマの教皇や教会についても聞いた。兄弟が質問に答えるとクビライは、リベラル・アーツ（文法、修辞学、論理学、幾何学、算術、音楽、天文学）に通じた100人のキリスト教徒派遣を求めた教皇に宛てた書簡を託した。さらにクリスムも持ってくるよう求めた。
ローマ教会では1268年にクレメンス4世が没して以来、使徒座空位にあり、クビライの要請に応える教皇は不在のままだった。ニッコロとマテオはテオバルド・ヴィスコンティ、次いでエジプト駐留の教皇使節から助言を受け、ヴェネツィアに戻り次期教皇の即位を待つことにした。彼らがヴェネツィアに着いたのは1269年もしくは1270年であり、ここで当時16歳か17歳だったマルコと初めて会うことになった。
次期教皇はなかなか決まらず、1271年にニッコロとマテオそしてマルコの3人はクビライへの説明のために旅に出発した。彼らが小アルメニアのライアスに到着した時、新教皇決定の知らせが届いた。彼らに、2人の宣教師ニコロ・ディ・ヴィツェンツァとグリエルモ・ディ・トリボリが同行することになったが、宣教師らは旅の困難さに直面し早々に逃亡してしまう。

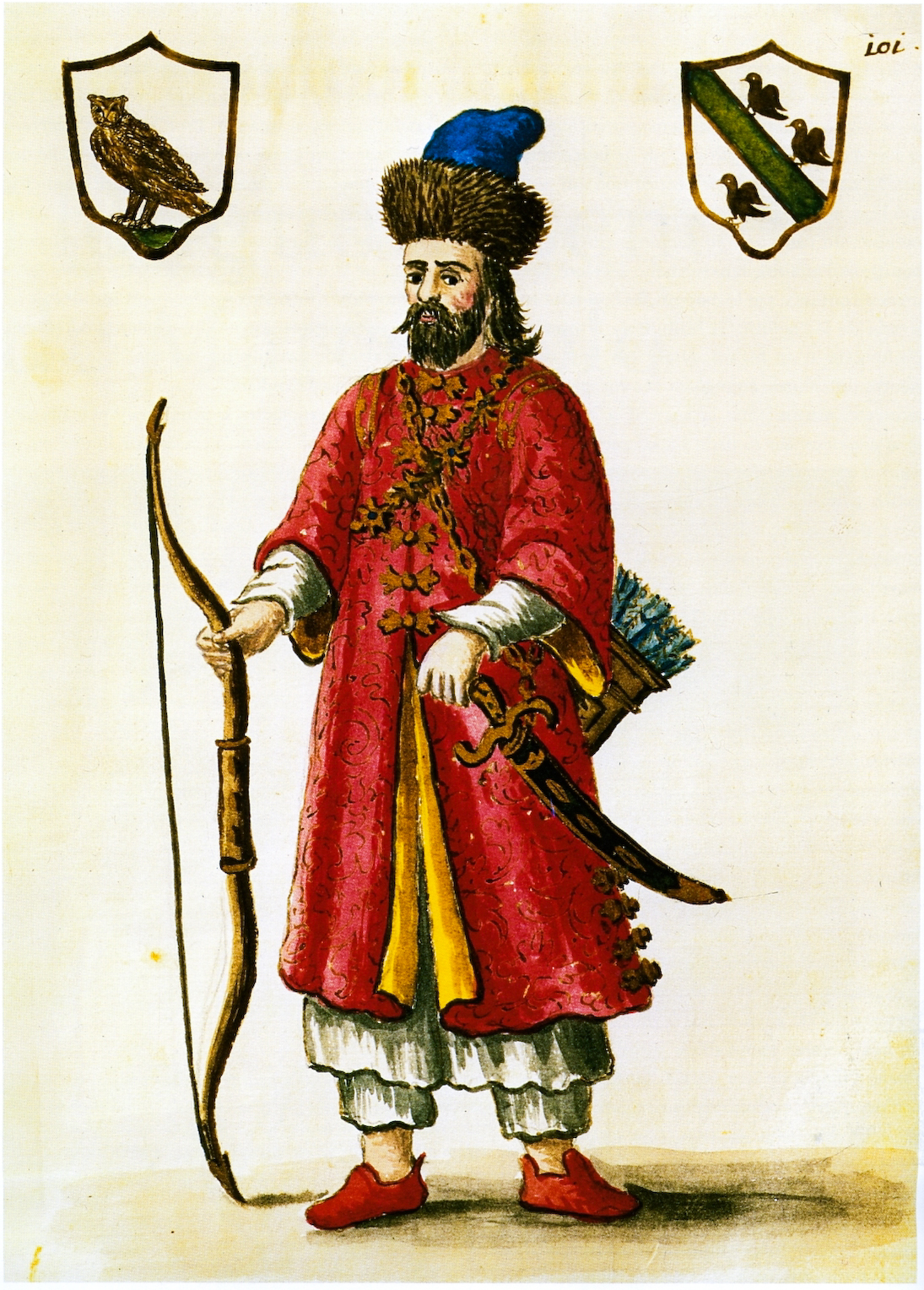
タタールの衣装を纏うマルコ・ポーロ

マルコ一行はまずアッコまで船で往き、ペルシャのホルムズでラクダに乗り換えた。彼らは船で中国まで行きたかったが当地の船は航海に適さず、パミール高原やゴビ砂漠を越える陸路でクビライの夏の都・上都（現在の張家口市近郊）を目指した。ヴェネツィアを出て3年半後、21歳前後まで成長したマルコを含む一行は目的地に到着し、クビライは彼らを歓迎した。マルコらが到着した正確な日付は不明だが、研究者によると1271年から1275年の間だと見なされている。 宮廷にて、一行はエルサレムから持参した神聖なる油と、教皇からの手紙をクビライに渡した。
一行は元の役人に任命され、マルコは中国南西部の雲南や蘇州・楊州で徴税実務に就いたり、また使節として帝国の南部や東部、また南の遠方やビルマ、スリランカやチャンパ王国（現在のベトナム）など各所を訪れ、それを記録した。 マルコはイタリア語の他に、フランス語、トルコ語、モンゴル語に通じ（中国語はできなかった）、一行はクビライにとって有用な知識や経験を数多く持っていたこともあり、マルコの役人登用は不自然ではない。
17年間中国に滞在したマルコら一行は元の政治腐敗を危惧し、中国を去りたいという申し出をしたがクビライは認めなかった。しかし彼らは、もしクビライが亡くなれば重用された自分たちは政敵に狙われ無事にヨーロッパに戻れなくなるのでは、と危惧していた。1292年、イル・ハン国のアルグン・ハンの妃に内定した皇女コカチンを迎えに来た使節団が、ハイドゥの乱のために陸路を取れず南海航路で帰国することになった際、航路に詳しいマルコらに同行を求めた。この許可を得た一行は同年に泉州から14隻のジャンク船団を組んで南へ出航した。彼らはシンガポールに寄港し、スマトラ島では5ヶ月風待ちして過ごし、セイロン島を経由してインド南岸を通過し、マラバールや アラビア海を通って1293年2月頃にオルムス（ホルムズ）に至った。2年間にわたる船旅は決して平穏ではなく、水夫を除くと600人いた乗組員は到着時には18人にまで減ったが、コカチンやマルコら3人は無事に生き残った。 オルムスに到着し行われた結婚の祝賀会が終わるとマルコらは出発し、陸路で山を越え黒海の現在ではトラブゾンに当たる港へ向かった。 マルコらがヴェネツィアに戻ったのは1295年、通算24年間の旅を終えた。

### 評価

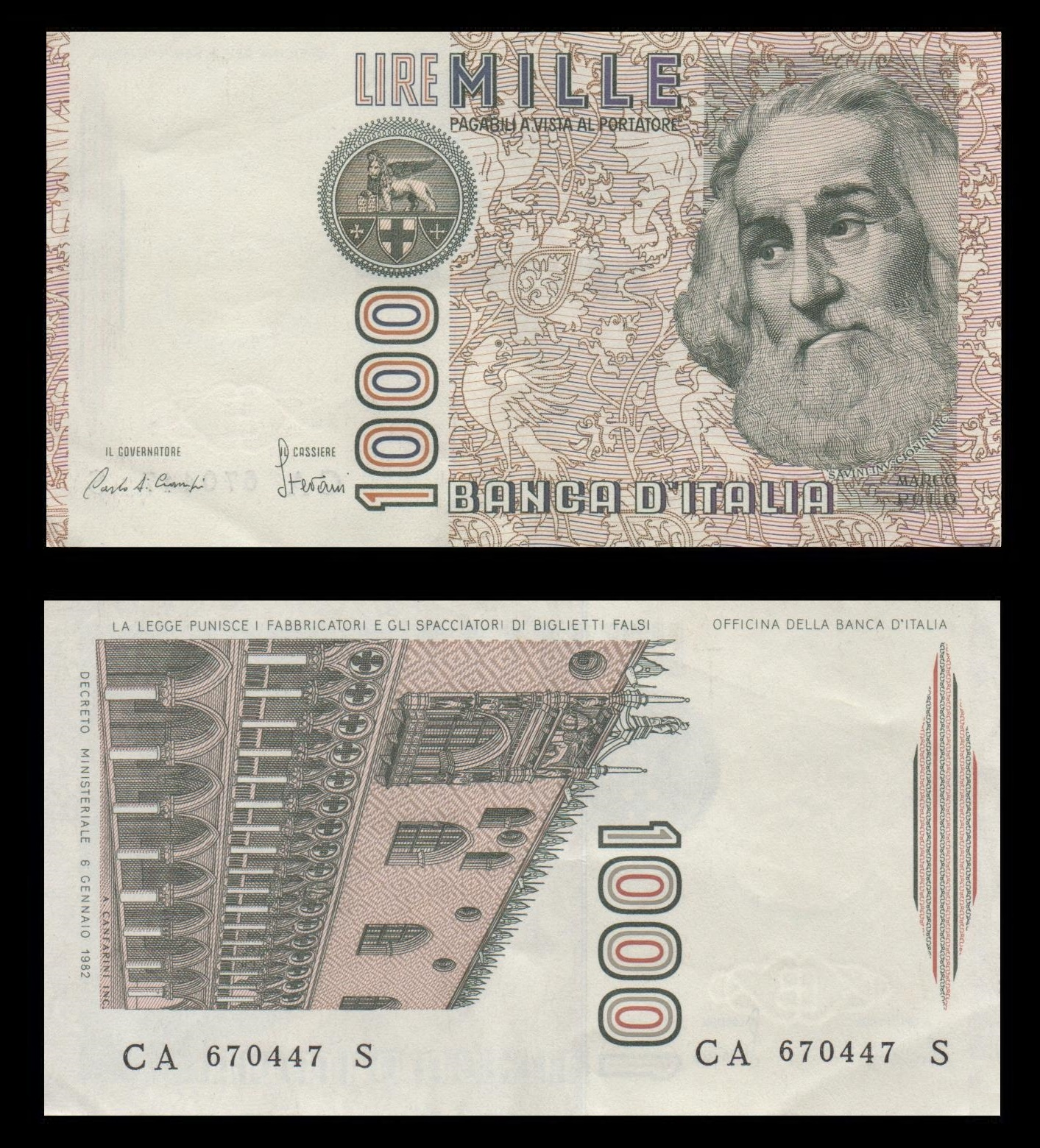
マルコの肖像が描かれた旧1000リレ紙幣

- マルコには『イル・ミリオーネ（Il Milione、百万男）』というあだ名がついていた[51]。『東方見聞録』でルスティケロは「それらはすべて賢明にして尊敬すべきヴェニスの市民、《ミリオーネ》と称せられたマルコ・ポーロ氏が親しく自ら目睹したところを、彼の語るがままに記述したものである。」と述べている。
このあだ名の由来には諸説あるがはっきりしたことは分からない。中国の人口や富の規模について百万単位で物語ったことからきたという説、またそれを大風呂敷だとして当時の人がからかい、そのように呼んだという説、またアジアから持ち帰った商品によって「百万長者」になったことを表すという説などがある[51]。
- 14世紀・15世紀の世界では、ヨーロッパが社会的分業の結節点になっており、ヨーロッパは、世界の他の諸地域との比較でいえば、生産力、史的システムの結合力、知識の相対的水準などの点で、ちょうど中間的な位置にあった。最も原始的な地域というわけでもなければ、最先進地域でもなく、文化的・経済的にヨーロッパで最も進んだ地方から来たマルコ・ポーロでさえ、アジアへの旅で遭遇した事物には完全に圧倒された[52]。
- 大英図書館中国部主任のフランシス・ウッド（英語版）は『東方見聞録』には実在した中国風俗の多くが紹介されていないことなどを理由に、マルコが元まで行ったことに否定的な見解を示し、彼は黒海近辺で収集した情報を語ったと推測している[51][53]。
- 歴史学者のジョン・ラーナーは『東方見聞録』に中国風俗の多くが紹介されてないことは不自然ではないと指摘しているほか（詳細は東方見聞録#中国についての記述を参照）、ウッドが提唱する黒海周辺で中国の情報を入手しただけという説については、16世紀以前に日本の情報を取り上げた文献は『東方見聞録』以外にないことから、黒海周辺で日本の存在を知ることは不可能で、マルコ自身が実際に中国に赴いて日本（ジパング）の生の情報を入手したと見るのが自然だとして批判している[54]。
- 日本のモンゴル史学者の杉山正明はマルコ・ポーロの実在そのものに疑問を投げかけている。その理由として、『東方見聞録』の写本における内容の異同が激しすぎること、モンゴル・元の記録の中にマルコを表す記録が皆無なことなどを挙げている。但しモンゴル宮廷についての記述が他の資料と一致する、つまり宮廷内に出入りした人物でないと描けないということから、マルコ・ポーロらしき人がいたことは否定していない[55]。
- 2010年1月イラン文化遺産観光庁長官ハミード・バガーイーは、国際シルクロード・シンポジウムにてマルコ・ポーロの旅には西洋が東洋の情報を収集して対抗するための諜報活動という側面があったという説を述べた。これは、単に交易の道だけに止まらないシルクロードが持つ機能を端的に表現したもので、この道が古くから文化や社会的な交流を生む場であり、マルコの旅を例に挙げて示したものである[56]。
- 1981年から1990年まで発行された1000イタリア・リレ（リラの複数形）紙幣に肖像が採用されていた。

## 影響

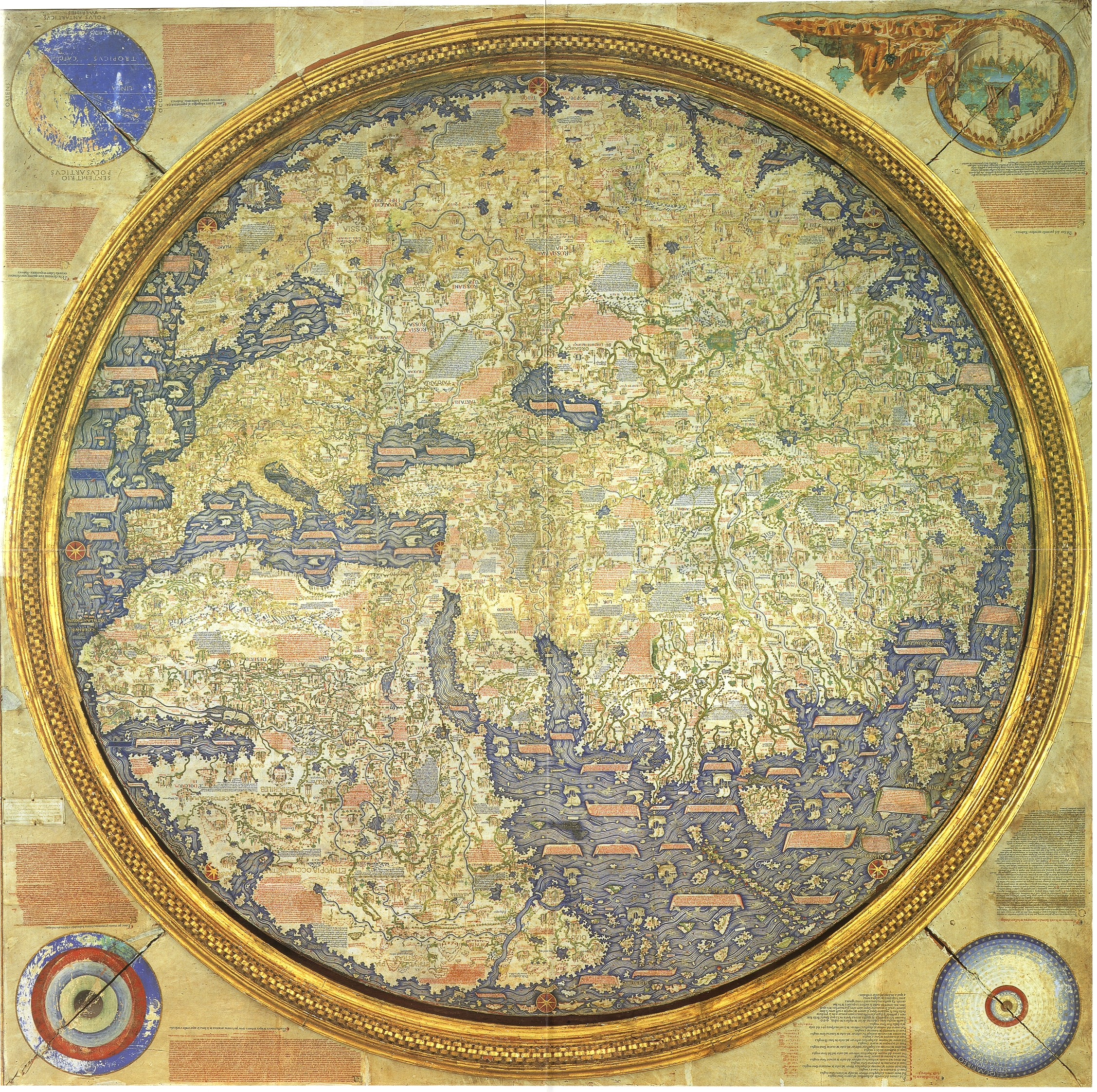
1450年にヴェネツィアの僧侶フラ・マウロが作成した地図

### 黄金の国ジパング
マルコ・ポーロは、自らは渡航しなかったが 日本のことをジパング (Zipangu) の名でヨーロッパに初めて紹介した。第3冊の書中で三章にわたって日本の地理・民族・宗教を説明しており、それによると中国大陸から1,500海里（約2,500km）に王を擁した白い肌の人々が住む巨大な島があり、黄金の宮殿や豊富な宝石・赤い真珠類などを紹介している。1274年、1281年の2度に渡る元寇についても触れているが、史実を反映した部分もあれば、元軍が日本の首都である京都まで攻め込んだという記述や日本兵が武器にしていた奇跡の石など、空想的な箇所もある。
「黄金の国」伝説は、奥州平泉の中尊寺金色堂についての話や遣唐使時代の留学生の持参金および日宋貿易の日本側支払いに金が使われていたことによって、広く「日本は金の国」という認識が中国側にあったとも考えられる。また、イスラム社会にはやはり黄金の国を指す「ワクワク伝説」があり、これも倭国「Wa-quo」が元にあると思われ、マルコ・ポーロの黄金の国はこれら中国やイスラムが持っていた日本に対する幻想の影響を受けたと考えられる。
日本では、偶像崇拝（仏教〉が信仰されていることや、埋葬の風習などに触れているが、これはジパングと周辺の島々について概説的に述べられており、その範囲は中国の南北地域から東南アジアおよびインドまでに及ぶ。また、これらはフリーセックス的な性風俗ともども十字軍遠征以来ヨーロッパ人が持っていた「富」および「グロテスク」という言葉で彩られるアジア観の典型をなぞったものと考えられる。
当時の日中貿易は杭州を拠点に行われていた。しかし1,500海里という表現は泉州から九州北部までの距離と符合し、ここからマルコは日本の情報を泉州で得たと想像される。「ジパング」の呼称も中国南部の「日本国」の発音「ji-pen-quo」が由来と思われる点がこれを裏付ける。この泉州は一方でインド航路の起点でもあり、マルコの日本情報はイスラム商人らから聞いたものである可能性が高い。

### ユーラシア情報
マルコ・ポーロは旅の往復路や元の使節として訪れた土地の情報を多く記録し、『東方見聞録』は元代の中国に止まらず東方世界の情報を豊富に含み、近代以前のユーラシア大陸の姿を現在に伝える。 それらは異文化の風習を記した単なる見聞に止まらず、重さや寸法または貨幣などの単位、道路や橋などの交通、さらには言語等にも及び、それは社会科学や民俗学的観察に比される。その中で、マルコはアジアの「富と繁栄」を多く伝えた。世界最大の海港と称賛した泉州や杭州の繁栄ぶりに驚嘆し、大都の都市計画の整然さや庭園なども美しさを記している。また、ヨーロッパには無かった紙幣に驚き、クビライを「錬金術師」と評した。 なお、彼は元の成立をプレスター・ジョンと関連づけた記述を残している。
往路ではシルクロードを通り、伝えた中央アジアの情報について探険家のスヴェン・ヘディンは、その正確さに感嘆した。1271年にパミール高原（かつてはImeon山と呼ばれた）を通過した際に見た大柄なヒツジについても詳細な報告を残しており、この羊には彼の名を取りマルコポーロヒツジとの名称がついた。
復路の船旅についても、南海航路の詳細や東南アジアやインドなどの地方やイスラム文化等の詳細を伝え、さらに中国やアラブの船の構造についても詳細を記した。1292年にインドを通った時の記録には、聖トマスの墓が当地にあると記している。 また、イスラムの楽器についても記録した。
マルコは宝石の産地を初めて具体的にヨーロッパに知らせた。セイロン島では良質なルビーやサファイアが採れ、またコロマンデル海岸の川では雨の後でダイヤモンドが拾えるが、渓谷に登って採掘するには毒蛇を避けねばならないと記した。

### 世界観への影響
- 『東方見聞録』は、中世におけるヨーロッパ人のアジア観に変化を与えた、キリスト教的世界観である普遍史はエルサレムを世界の中心とするマッパ・ムンディで図案化されてきたが、マルコ・ポーロの報告はパクス・モンゴリカの成立によるアジアの新情報ともども変更を迫られた。イシドールスの『語源』以来ヨーロッパ人が持っていた怪物や化け物的人類が闊歩する遠方アジア観「化物世界史」[72]の誤りを数多く指摘した[73]。
- マルコ・ポーロ以降も極東の島・日本はまだ見ぬ憧憬の国であり[74]、様々な形で想像され、世界地図に反映されることになった[75][76]。
- マルコの報告が大航海時代を開く端緒のひとつになったという考えもある[77]。1453年に作成されたフラ・マウロの世界図に対して、ジョヴァンニ・バッティスタ・ラムージオ（英語版）は以下のコメントを寄せている[77]。

### 持ち帰ったもの
- マルコ・ポーロは中国で、住民が細長い食べ物を茹でている光景を見た。この料理の作り方を教わったマルコはイタリアに伝え、これが発達してパスタになったという説がある。この説によると、「スパゲッティ」(Spaghetti) とはマルコに同行していた船乗りの名が由来だという[78]。別の俗説では、マルコ一行のある船員と恋仲になった中国娘が、帰国の途に就く男との別れに悲しむあまり倒れ、その時に持っていたパンの生地を平らに潰してしまった。この生地がやがて乾いてミェヌ（麺）状になったというものもある[78]。ただし、これには否定論もあり、16世紀に『世界の叙述』をラムージオが校訂した際に紛れ込んだ誤りのひとつで、イタリアのパスタと中国の麺類に関連性は無いとも言われる[79]。
- 陶磁器も持ち帰った。中国の陶磁器はセラミック・ロードと呼ばれる南海ルートでイスラム商人が8 - 9世紀頃からヨーロッパへ持ち込んでいたが、マルコは製造工程も見聞している。しかし、これは西欧での陶磁器製造には結びつかなかった[80]。
- 方位磁石もまた、マルコが中国から持ち帰った一品である。これは羅針盤へ発展し、大航海時代を支える道具となった[81][注釈 9]。

### 中国を目指した他の人々

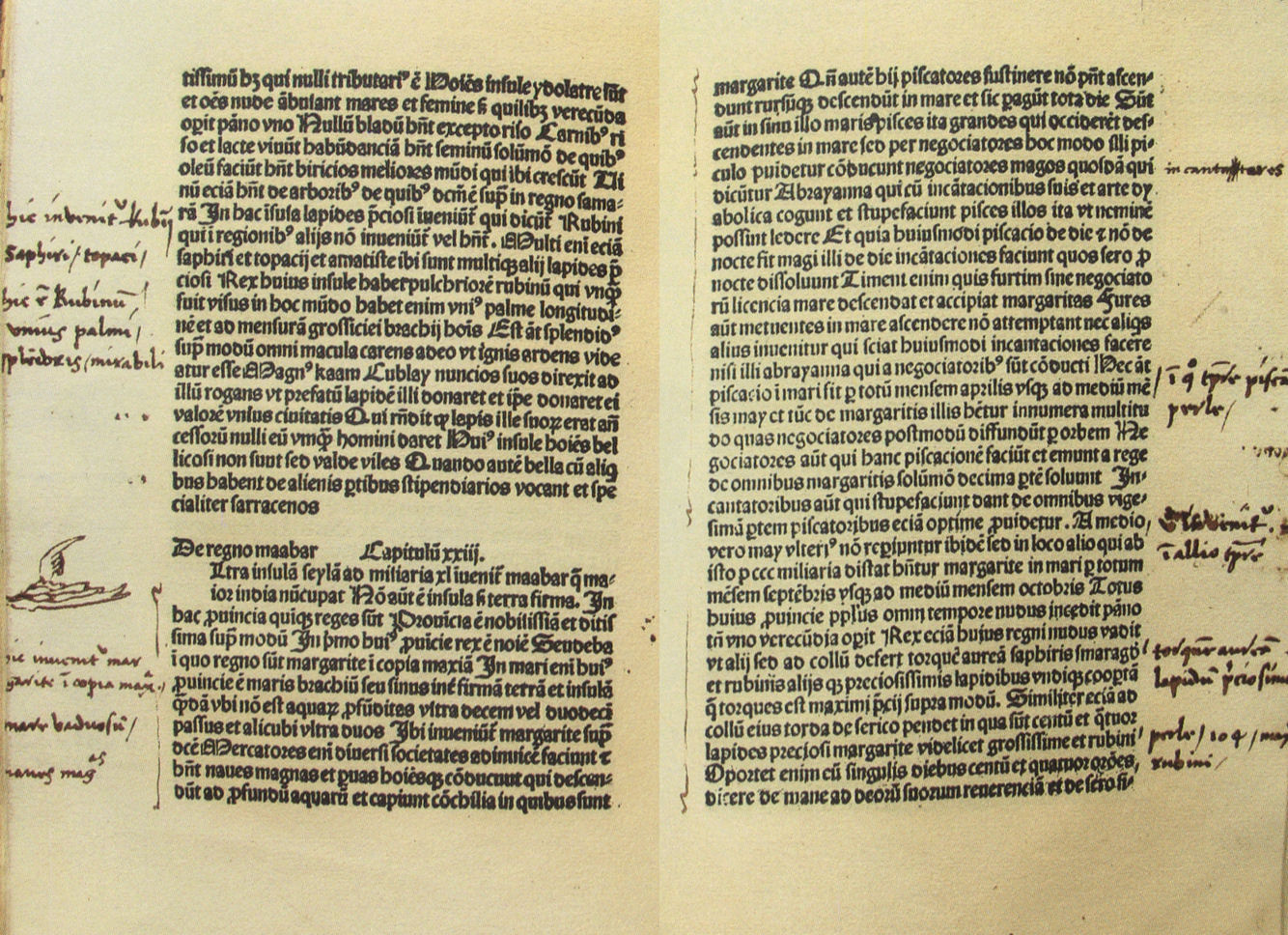
クリストファー・コロンブスが手書きの注釈を加えた『東方見聞録』写本

- マルコ・ポーロ以前にヨーロッパ人が中国を旅した他の例にはプラノ・カルピニがいる。しかし、彼の旅行の詳細は一般に広く知られることは無く、この点からマルコが先陣を切ったと思われている。
- クリストファー・コロンブスはマルコが描写した極東の情報に強く影響を受け、航海に乗り出す動機となった。コロンブスが所蔵した『東方見聞録』が残っており、ここには彼の手書き注釈が加えられている[6]。
- ベント・デ・ゴイスも「東洋で君臨するキリスト教の王」についてマルコが口述した部分に影響され、中央アジアを3年間かけて4,000kmにわたり旅をした。彼は王国を見つけられなかったが、1605年には万里の長城に至り、マテオ・リッチ（1552年 - 1610年）が呼んだ「China」が、「Cathay」と同一の国家を指していることを立証した[82]。

## 読書案内
- 『再見マルコ・ポーロ「東方見聞録」』　マイケル・ヤマシタほか、井上暁子ほか訳、日経ナショナルジオグラフィック社、2002年、写真による記録大著
- 『ヴェネツィアの冒険家　マルコ・ポーロ伝』　ヘンリー・ハート、幸田礼雅訳　新評論、1994年 古典的著作
- Daftary, Farhad (1994), The Assassin legends: myths of the Ismaʻilis (2 ed.), I.B. Tauris, pp. 213, ISBN 9781850437055
- Hart, H. Henry (1948), Marco Polo, Venetian Adventurer, Kessinger Publishing
- Otfinoski, Steven (2003), Marco Polo: to China and back, New York: Benchmark Books, ISBN 0761414800

## 映像作品
映画
- マルコ・ポーロの冒険（1938年、アメリカ合衆国）
- 豪快!マルコ・ポーロ（1963年、イタリア）
- マルコ・ポーロ 大冒険（1965年、フランス・イタリア・ユーゴスラヴィア・アフガニスタン）
- カンフー東方見聞録（1975年、香港）

テレビドラマ
- 恋のマルコ・ポーロ（1959年、日本）
- マルコ・ポーロ シルクロードの冒険（1982年、日本・イタリア・アメリカ合衆国・西ドイツ・中国）
- マルコ・ポーロ 東方見聞録（2008年、アメリカ合衆国）
- マルコ・ポーロ（2014～2016年、アメリカ合衆国）

アニメ
- アニメーション紀行 マルコ・ポーロの冒険（1979～1980年、日本）